# 宿根画眉草
宿根画眉草（学名：Eragrostis perennans）是禾本科画眉草属的植物。分布在东南亚地区以及中国大陆的广东、广西、福建、贵州等地，生长于海拔300米至1,700米的地区，一般生于田野路边以以及山坡草地，目前尚未由人工引种栽培。

## 异名
- Eragrostis perennans Keng